# Равнинный (Саратовская область)
Равни́нный — посёлок в Базарно-Карабулакском районе Саратовской области России. Входит в состав Свободинского муниципального образования.

## История
В 1984 году указом Президиума Верховного Совета РСФСР посёлок участка совхоза имени Димитрова переименован в Равнинный.

## Население
| 2002 | 2010 |
| ---- | ---- |
| 76   | ↘41  |

## Улицы
В селе имеются две улицы: Ленина и Юрия Гагарина.